# Людина без страху
Людина без страху (англ. The Man Without Fear) — американська короткометражна мелодрама 1914 року.

## У ролях
- Артур Бауер — Джон Сінклер — банкір
- Міньон Андерсон — Рут Сінклер — його дочка
- Гаррі Бенхем — Джордж Тревіс — людина без страху
- Джордж Харріс — Стівенс — багатий наречений
- Лідія Мід — прислуга Сінклера
- Джозеф Флемонт — садівник
- Н. З. Вуд — наречений
- Юджин Реддінг — Брешіа — анархіст
- Лео Верф — водій
- Ірвінг Каммінгс